# Вятка (река)
Вижте пояснителната страница за други значения на Вятка.
Вятка (на марийски: Виче; на горномарийски: Вичӹ; на удмуртски: Ватка́; на татарски: Нократ) е река в Европейска Русия, протичаща през републиките Удмуртия и Татарстан и Кировска област, десен (най-голям) приток на Кама. Дължината ѝ е 1314 km, която ѝ отрежда 30-о място по дължина сред реките на Русия.

## Географска характеристика

### Извор, течение, устие
Река Вятка води началото си от западната част на Горнокамското възвишение, на 246 m н.в., при село Перелом, Ярски район на Република Удмуртия. Първите около 20 km тече в източна посока, след което завива на север, навлиза на територията на Кировска област и тече в тази посока около 200 km, до района на град Кирс. Тук Вятка излиза от Горнокамското възвишение, завива на запад, а малко по-нататък на югозапад и става типично равнинна река с широка долина с полегати склонове и стотици меандри. При град Котелнич посоката ѝ става южна, а след град Советск – югоизточна. В долното ѝ течение през приблизително 5 km се редуват разширения и стеснения на долината ѝ. Влива се отдесно в река Кама, при нейния 1 km, на 47 m н.в., при село Грахан, Мамадишки район на Република Татарстан.

### Водосборен басейн, притоци
Водосборният басейн на Вятка обхваща площ от 129 хил. km2, което представлява 25,44% от водосборния басейн на река Кама. Във водосборния басейн на реката попадат части от териториите на Вологодска област, Кировска област, Република Коми, Република Марий Ел, Нижегородска област, Пермски край, Република Татарстан и Република Удмуртия.
Границите на водосборния басейн на реката са следните:
- на югозапад и запад – водосборните басейни на реките Мьоша, Илет, Малка Кокшага, Болшая Кокшага и Ветлуга леви притоци на Волга;
- на север – водосборния басейн на Северна Двина;
- на изток и югоизток – водосборните басейни на реките Кама и реките Сива и Иж, десни притоци на Кама.

Река Вятка получава множество притоци с дължина над 20 km, като от тях 12 са дължина над 100 km. По-долу са изброени тези 12 реки, за които е показано на кой километър по течението на реката се вливат, дали са леви (→) или (←), тяхната дължина, площта на водосборния им басейн (в km2) и мястото където се вливат.
- 921 ← Кобра 324 / 7810, на 4 km източно от посьолок Нагорск, Кировска област
- 804 ← Летка 260 / 3680, при село Летский рейд, Кировска област
- 762 → Белая Холуница 168 / 2800, при град Слободской, Кировска област
- 738 → Чепца 501 / 20 400, при град Кирово-Чепецк, Кировска област
- 642 ← Великая 163 / 4010, при село Устие, Кировска област
- 626 → Бистрица 166 / 3740, при село Болшие Жданови, Кировска област
- 544 ← Молома 419 / 12 700, при село Ленинска искра, Кировска област
- 400 ← Пижма 305 / 14 660, при град Советск, Кировска област
- 300 → Воя 174 / 2910, на 7 km западно от посьолок Медведок, Кировска област
- 262 ← Уржумка 109 / 1780, при село Цепочкино, Кировска област
- 222 → Килмез 270 / 17 200, при село Уст Килмез, Кировска област
- 158 ← Шошма 105 / 1880, при град Малмиж, Кировска област

### Хидроложки показатели
Подхранването на Вятка е предимно снегово и в по-малък процент дъждовно и подземно. Среден годишен отток при град Вятски Поляни 890 m3/s. Замръзва през първата половина на ноември, а се размразява през втората половина на април.
Средномесечен отток на река Вятка (м³/с) в района на гр. Вятски Поляни от 1918 до 1985 г.

## Селища
По течинето на реката са разположени множество населени места, в т.ч. 10 града:
- Кировска област – Слободской, Кирово-Чепецк, Киров, Орлов, Котелнич, Советск, Малмиж, Вятски Поляни, Сосновка;
- Република Татарстан – Мамадиш.

## Стопанско значение
При пълноводие реката е плавателна до град Кирс (над 656 km), а регулярно корабоплаване се извършва до град Киров (при 700 km).